# Gareus-Tempel

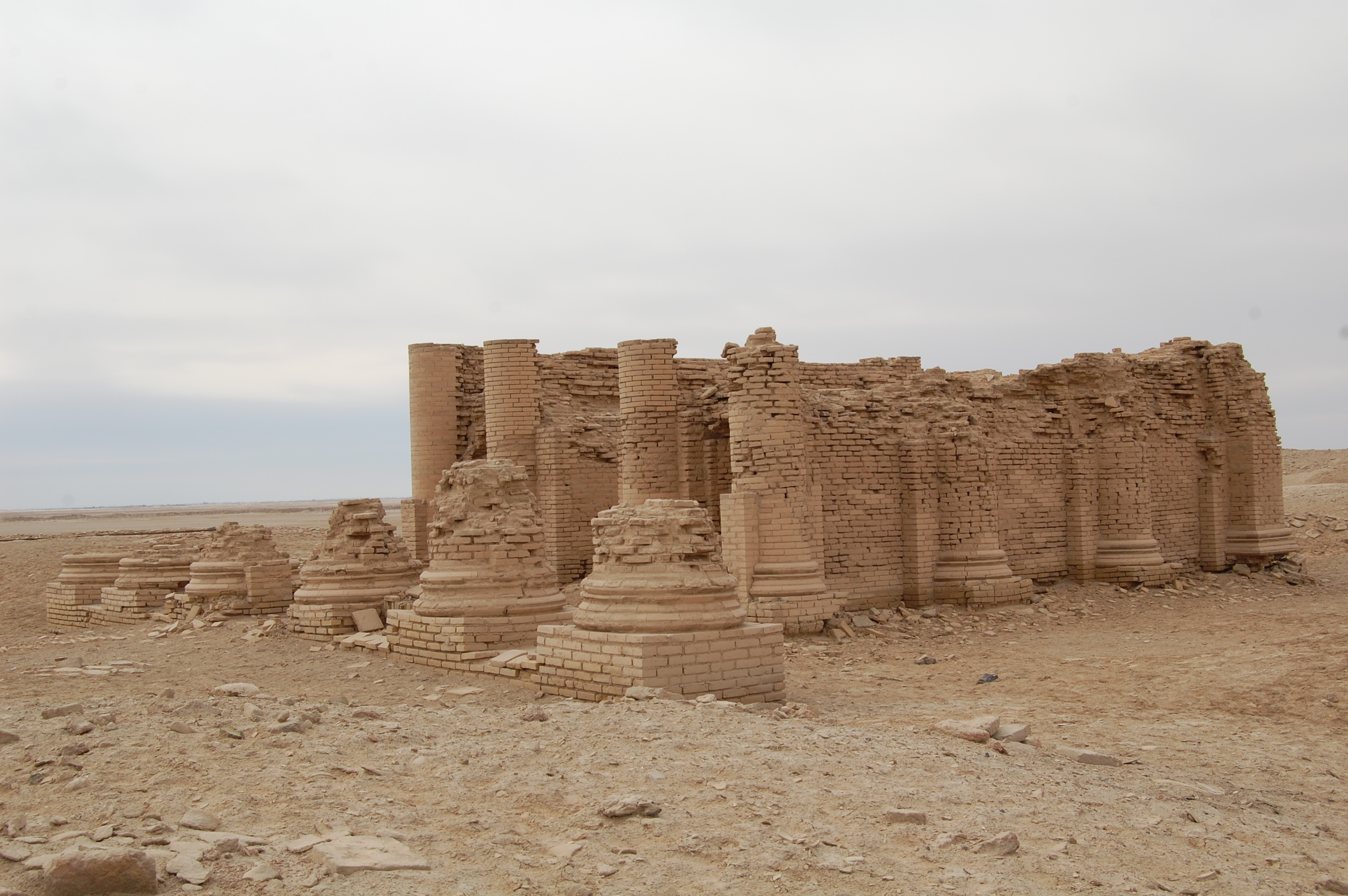
Gareus-Tempel

Der Gareus-Tempel steht in Uruk im Irak und wird in das 1. Jahrhundert n. Chr. datiert. Es handelt sich um einen der ganz wenigen erhaltenen Kultbauten aus parthischer Zeit in Babylonien. Der Tempel ist aus gebrannten Ziegel erbaut und besteht nur aus einem Raum. Die Außenmaße sind 10,7 × 13,7 m. Die einstige Höhe ist unbekannt, doch stehen die Reste des Baues noch heute einige Meter hoch. Die Außenseiten sind jeweils mit vier Halbsäulen mit ionischen Kapitellen und dazwischen liegenden Nischen dekoriert, die als oberer Abschluss gewölbt sind. Vor der Fassade des Tempels steht eine Reihe von sechs Säulen. Der Bau war einst verputzt und mit einem Fries dekoriert, der Fabelwesen zeigt.
Der Tempel stand einst in einem befestigten Bezirk, der im Laufe der Zeit zugebaut wurde. Unter den Bauten befindet sich auch ein Bad. Der eigentliche Tempel wurde 1972 teilweise restauriert.
In der Nähe des Tempels fand sich eine Inschrift, die den sonst unbekannten Gott Gareus nennt. Aus diesem Grund wird der Bau diesem Gott zugeschrieben. Im Tempelbezirk fanden sich die Reste verschiedener Statuen, zwei Bronzefüße gehören vielleicht zum einstigen Kultbild.